# Fogasléc

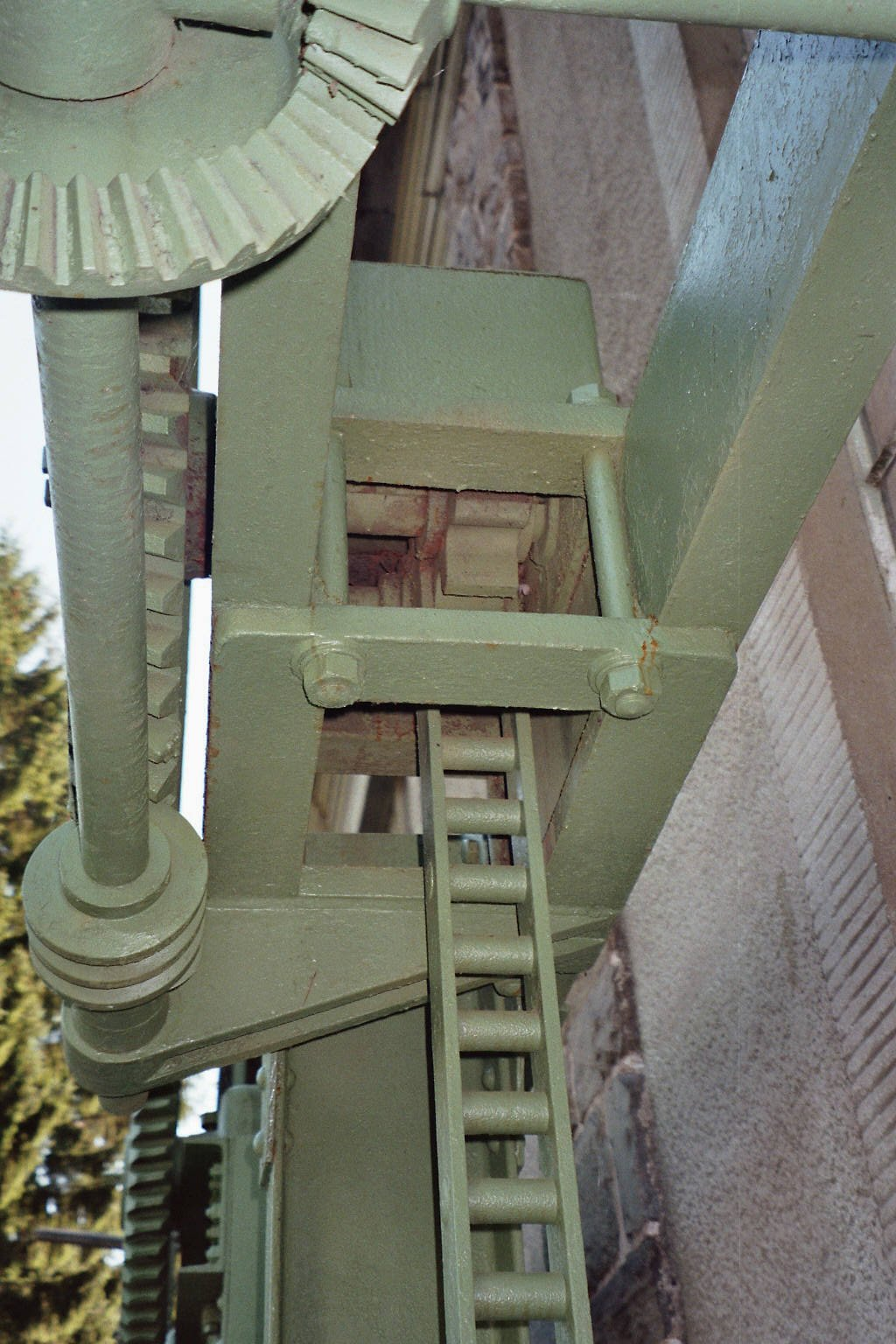
Fogaskerék-fogasléc egy zsilip mozgatásánál.

Fogaskerék-fogasléc animáció

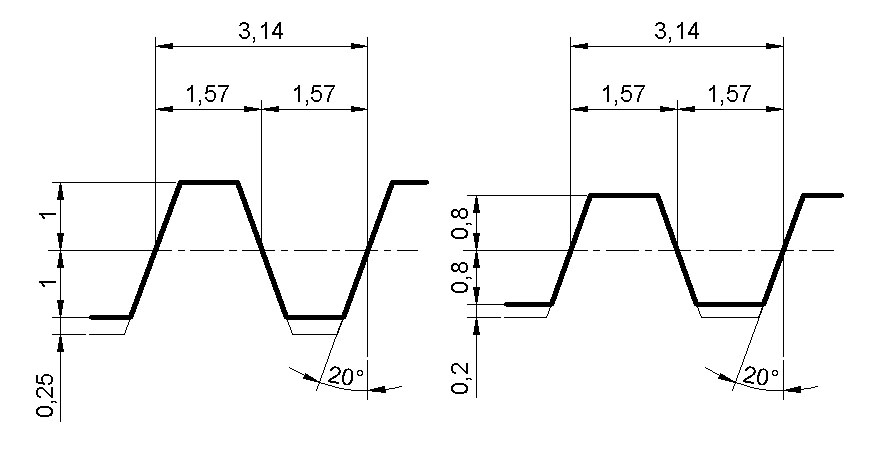
Szabványos fogasléc normál és tömpefogazathoz

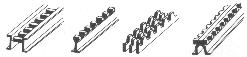
Fogaskerekű vasút fogassín típusok

A fogasléc fogazott rúd, mely fogaskerékhez csatlakoztatva olyan hajtóművet alkot, amely forgó mozgást haladóvá, illetve haladó mozgást forgó mozgássá alakít. A fogasléc a fogaskerék speciális esetének is felfogható: végtelen sok fogszámú vagy végtelen nagy gördülőkörű fogaskerék egy véges hosszúságú szakasza.
A fogasléc fogazatának alkalmazkodnia kell a csatlakozó fogaskerék fogazatához. Leggyakrabban evolvens fogazatot használnak. Ebben az esetben a fogasléc fogai egyszerű trapéz alakúak. Többek között emiatt terjedt el az evolvens fog használata, mivel a fogasléc alakú fogazó szerszámokat egyszerűen és nagy pontossággal lehet gyártani különleges technológiát nem igénylő szerszámgépeken. (Az evolvens fogazat másik előnye, hogy nem érzékeny a tengelytáv pontos betartására, a hajtás akkor is pontos - vagyis a hajtott tengely szögsebessége állandó marad a hajtó tengely állandó szögsebessége esetén - ha a tengelytáv a tervezettől kissé eltér. Az evolvens fogazatok egységesítése céljából a szabványok a generáló fogasléc alakját és méreteit határozzák meg. A tényleges fogasléc méreteit a szabványos modullal való szorzás eredményeképp kapják.
Fogaskerék-fogasléc hajtást szakaszos működtetés esetén szoktak használni, egyik első példája a számszeríj felhúzó szerkezete. Alkalmazzák zsilipkapuk nyitására-zárására, gépkocsi kormányművében. Ez utóbbinak az az előnye a csigás megoldással szemben, hogy visszajelzést ad a gépkocsivezetőnek a kerekek elfordításához szükséges tényleges nyomatékról.
A fogaskerekű vasutak fogassínje lényegében egy hosszú fogasléc. Több megoldás használatos: egyben kovácsolt egyszerű fogasléc alakú sín, kettős fogasléc félfoggal eltolva, vízszintes fogazású kettős fogassín, két sín közé beerősített pálcákból álló fogassín.
A fogasléc {\displaystyle v\,} sebessége és a csatlakozó fogaskerék {\displaystyle \omega \,} szögsebessége között az alábbi összefüggés áll fenn:
{\displaystyle v={\frac {d}{2}}\cdot \omega ={\frac {z\cdot m}{2}}\cdot {\frac {2\pi \cdot n}{60}}=4,774649z\cdot m\cdot n\,}
ahol
{\displaystyle z\,} a fogaskerék fogszáma
{\displaystyle m\,} a modul
{\displaystyle n\,} a fogaskerék percenkénti fordulatszáma

Fogaskerék-fogasléc geometria
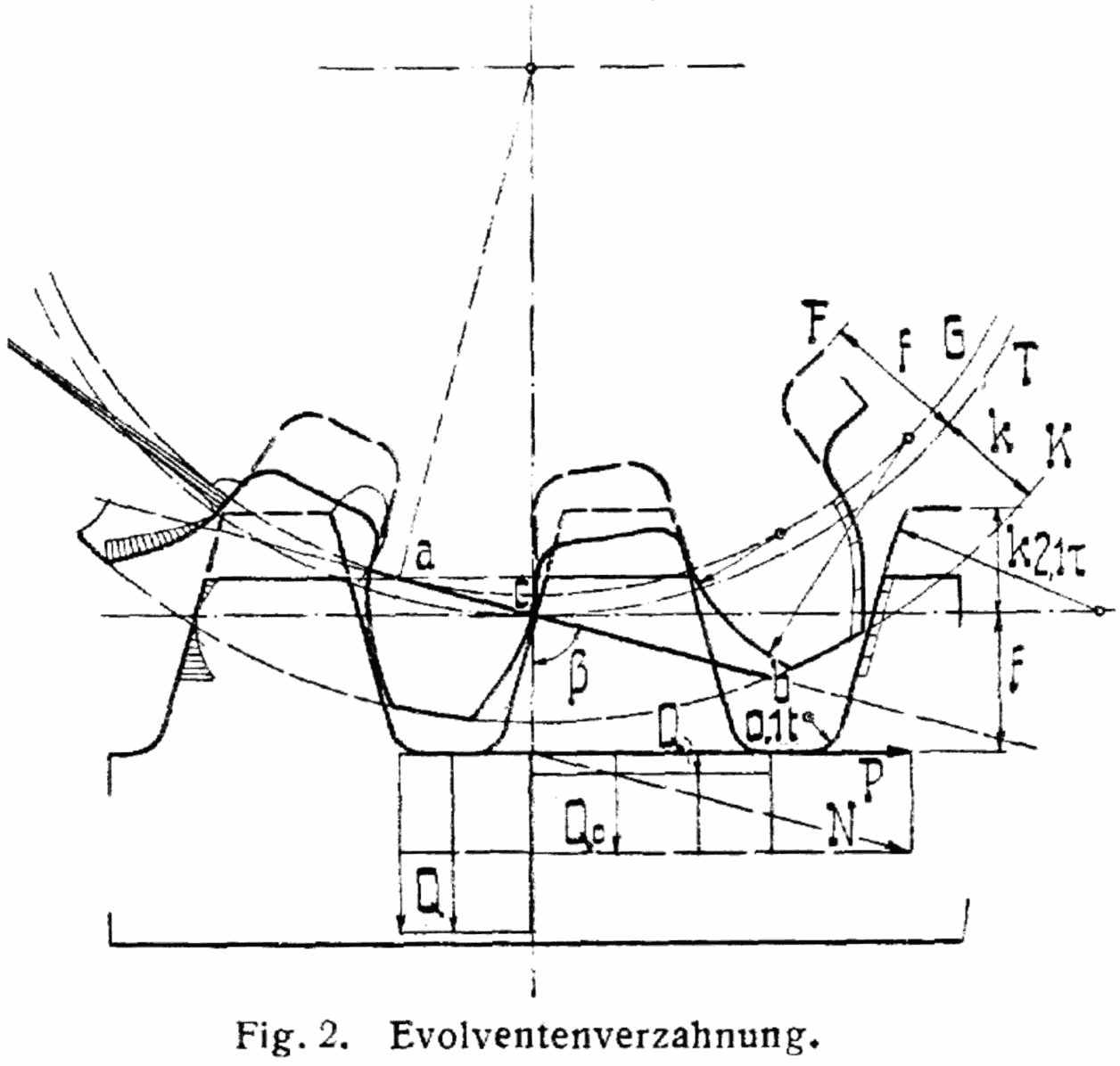
Evolvens fogazás
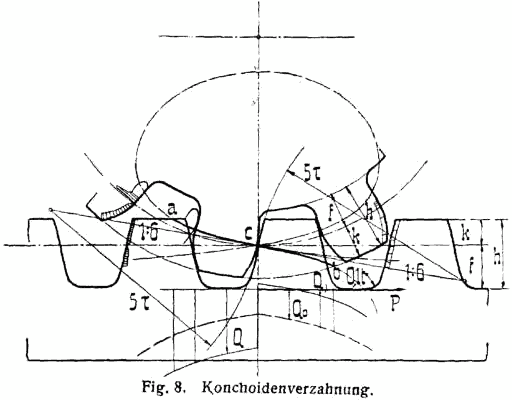
Konhoisz fogazás
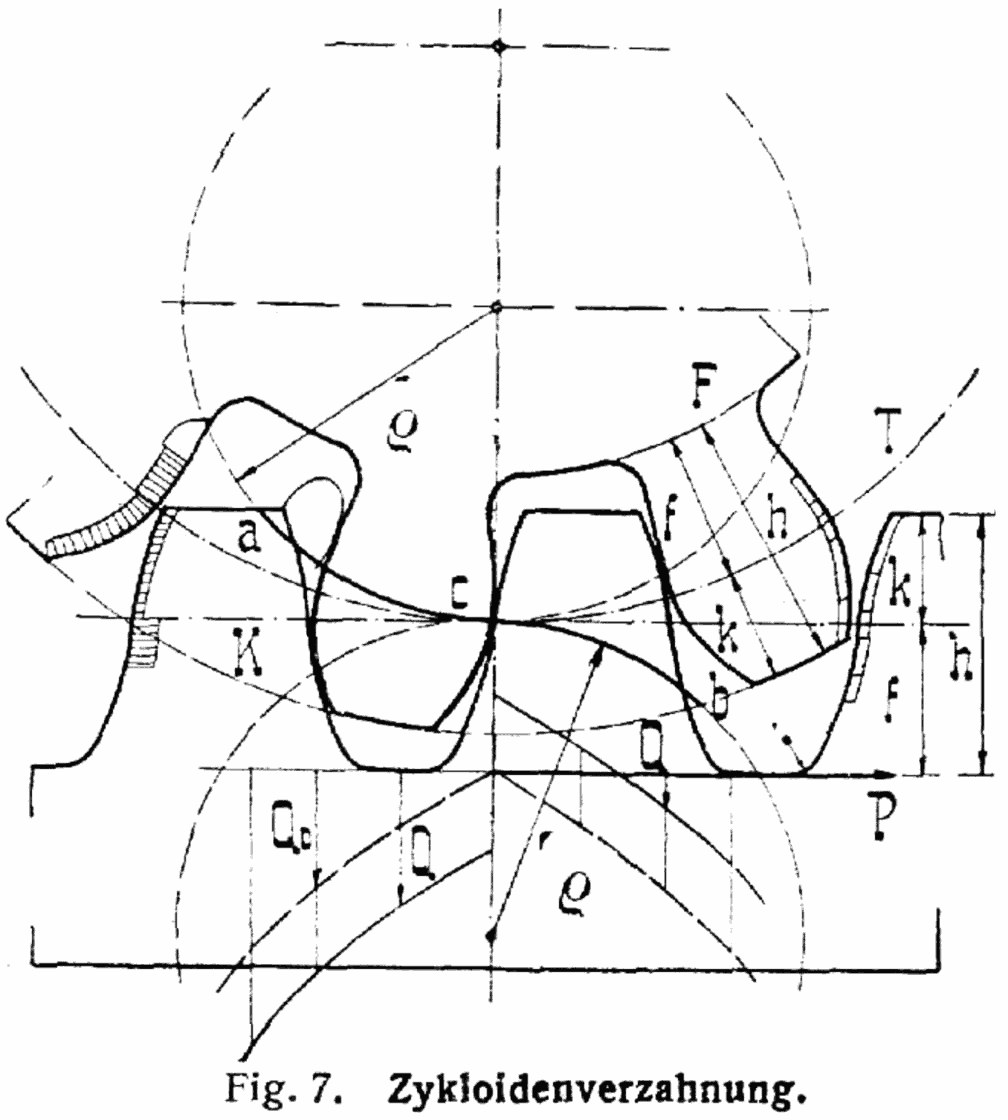
Ciklois fogazás